# Skalenussyndrom
Unter dem Skalenussyndrom (englisch Thoracic outlet syndrome) versteht man die schmerzhafte Kompression des Armnervengeflechts (Plexus brachialis) durch eine Verengung der Skalenuslücke. Die Skalenuslücke zwischen Musculus scalenus anterior und medius kann durch eine Halsrippe, durch eine Muskelhypertrophie sowie durch einen Steilstand oder Exostosen der ersten Rippe stark eingeengt werden. Hierbei werden Stränge des Plexus brachialis und die Arteria subclavia komprimiert. Eine Halsrippe kann auch durch ein Band repräsentiert sein, was ebenfalls zu einer Kompression führen kann.

## Symptome
Das Skalenussyndrom ist gekennzeichnet durch in den Arm ausstrahlende Schmerzen (vor allem an der ulnaren Seite der Hand und des Unterarms) sowie Durchblutungsstörungen durch eine mechanische Reizung des sympathischen Geflechts der Arteria subclavia. Im fortgeschrittenen Stadium können Nervenschädigungen und somit Lähmungen der Muskeln des Kleinfingers auftreten. Durch die Verengung der Arteria subclavia können kleinste Blutgerinnsel (Mikroembolien) entstehen und die Fingergefäße verschließen.

## Therapie
Durch Einbringen von örtlichen Betäubungsmitteln (Lokalanästhetika) in die verspannte Skalenusmuskulatur und Vermeidung von schmerzauslösenden oder -verstärkenden Belastungen kann eine Linderung der Schmerzen hervorgerufen werden. Eine vorhandene Halsrippe oder Exostosen der ersten Rippe können in schwerwiegenden Fällen in einer Operation entfernt werden. Eine Muskelhypertrophie kann durch operative Spaltung der entsprechenden Muskulatur behandelt werden.